# Automobiles René Bonnet
Automobiles René Bonnet – francuskie przedsiębiorstwo montujące samochody wyścigowe i prototypy.
Zakład stanowił kontynuację firmy Deutsch-Bonnet (inaczej "DB"). Został założony przez współwłaściciela poprzedniego przedsiębiorstwa - René Bonneta, gdy jego wspólnik Charles Deutsch usamodzielnił się, otwierając własną firmę "CD". O ile Deutsch pozostał wierny używaniu konstrukcji Panharda, o tyle Bonnet używał silników i podzespołów Renault.
Ogółem w firmie zmontowano w latach 1962 - 1964 dwa modele:
- René Bonnet Djet
- Aérojet René Bonnet.

Model Djet został wykorzystany przez Matrę jako Matra Djet, a Aerojet pozostał w fazie prototypowej. Zakład Bonneta został bowiem kupiony przez koncern Matra.